# Séricorne timide
Hylacola cauta
Espèce
Statut de conservation UICN

 LC  : Préoccupation mineure
Synonymes
- Calamanthus cautus

Le Séricorne timide (Hylacola cauta) ou Fauvette des sables est une espèce d'oiseaux de la famille des Acanthizidae.

## Répartition et sous-espèces
- H. c. macrorhyncha (Schodde & Mason, IJ, 1999) : centre de la Nouvelle-Galles du Sud ;
- H. c. cauta Gould, 1843 : centre-sud de l'Australie ;
- H. c. halmaturina	(Mathews, 1912)	: île Kangaroo ;
- H. c. whitlocki (Mathews, 1912) : sud-ouest de l'Australie.